# Partido Obrero Reunificado
El Partido Obrero Reunificado (POR) es una organización política de ideología comunista fundada en enero de 2022 en el Estado español. Aunque tiene una presencia destacada en la provincia de León, también cuenta con militancia y actividad en otras regiones del país.

## Historia
El POR se constituyó durante un congreso celebrado los días 14 y 15 de enero de 2022, al que asistieron más de un centenar de personas, según la propia organización. Surgió a partir de un grupo de estudiantes descontentos con la inactividad de los partidos comunistas en el Estado español. Se organiza bajo los principios del centralismo democrático, con un Comité Central como órgano de dirección.

## Ideología
El partido se define como comunista, adoptando corrientes como el marxismo libertario, el confederalismo democrático y el internacionalismo. Dentro de sus filas conviven diversas tendencias, incluyendo el marxismo-leninismo y el Luxemburguismo. El POR aboga por la unidad de los comunistas en un único partido, la reconstrucción de un movimiento obrero popular, socialista y republicano, y la defensa de los estados socialistas y populares que resisten al imperialismo.El POR ha desarrollado una notable actividad en la provincia de León, participando en diversas acciones y movilizaciones sociales.

## Actividades y presencia en León
- Protestas contra la participación de empresas israelíes en el ENISE: En octubre de 2024, el Partido Obrero Reunificado (POR) organizó protestas en León contra la presencia de una delegación israelí en el Congreso ENISE, promovido por el INCIBE.[2] El partido denunció vínculos con empresas del Estado de Israel y exigió su exclusión del evento. En ese contexto, se produjo un ataque vandálico a la sede del INCIBE, con pintadas críticas a la participación israelí. Aunque no se atribuyó oficialmente, ocurrió en medio de las movilizaciones.[3] Finalmente, y tras la presión social, el INCIBE confirmó que la delegación israelí no asistió al congreso.[4]

- Protesta contra misa en conmemoración de Francisco Franco: En noviembre de 2024, convocaron una concentración frente a la iglesia de Santa Marina la Real en León, donde se celebró una misa en honor a Francisco Franco.[5][6][7] Los manifestantes denunciaron que este acto constituía una apología del franquismo y una afrenta a la memoria de las víctimas de la dictadura.[8][9]

- Jornadas antifascistas: En mayo de 2025, el POR, junto con la Coordinadora Juvenil Socialista, organizó en León una Jornada Antifascista con motivo del aniversario del Día de la Victoria en Europa.[10][11][12] El evento incluyó charlas, actuaciones musicales y la lectura de un manifiesto, con el objetivo de fortalecer la memoria histórica y combatir los discursos de odio, racismo y autoritarismo.

- Boicot a las charlas militaristas en la Universidad de León: En 2024, el Partido Obrero Reunificado (POR) organizó el boicot a una conferencia organizada en la Universidad de León, donde se defendía la militarización de España. Estudiantes, se levantaron durante el evento, denunciando el contenido belicista de la charla y exigiendo su cancelación.[13]

- Encierros, protestas y acampadas en la Universidad de León en apoyo a Palestina: En 2024, el Partido Obrero Reunificado (POR) lideró diversas protestas, incluidas acampadas y encierros, en la Universidad de León para exigir el fin de las relaciones de la institución con Israel.[14][15] Los estudiantes, apoyados por el POR, denunciaron el genocidio palestino y abogaron por la ruptura de vínculos diplomáticos y académicos con el Estado israelí. Las acciones lograron que la universidad finalmente cortara sus relaciones con Israel.[16]